# Gale Benson
Gale Ann Benson (* 4. November 1944 als Gale Ann Plugge in London; † 2. Januar 1972 auf Trinidad) war ein britisches Model und die Tochter des konservativen Unterhausabgeordneten Leonard Plugge. Sie wurde vom Black-Power-Aktivisten Michael X und Mitgliedern einer von ihm geführten Gruppe lebendig begraben und so ermordet.

## Leben
Gale Benson kam in London als Kind von Leonard und Ann Plugge zur Welt. Sie hatte einen Zwillingsbruder, Greville, der im Jahr nach Gale durch einen Autounfall in Marokko starb, sowie einen älteren Bruder, Leonard Frank (* 1937), und wuchs in großbürgerlichen Verhältnissen auf. Nach dem Besuch des Lycée Français in London begann sie als Model und als DJ einer französischen Radiosendung zu arbeiten.
Bereits mit 20 heiratete sie den Filmregisseur Jonathan Benson. Die Ehe entwickelte sich jedoch unglücklich, und Gale Benson ging 1967 im Alter von 22 Jahren nach Argentinien. Später kehrte sie nach Großbritannien zurück und begann eine Beziehung mit dem Black-Power-Aktivisten Hakim Jamal, einem Gefährten von Michael X. Jamal stammte aus Boston, USA. Die Beziehung wurde als sehr einseitig und von Jamal dominiert geschildert. Gale Benson änderte ihren Namen in „Hale Kimga“, ein Anagramm ihres und Jamals Vornamens.
1971 zogen Jamal und Benson zuerst nach Guyana und dann noch im selben Jahr in eine von Michael X auf Trinidad geführte Kommune. Michael X hatte eine Freilassung auf Kaution genutzt, um in Großbritannien einem Gerichtsverfahren wegen Erpressung zu entgehen.

## Ermordung
Nach den Aussagen eines Beteiligen, der sich später als Kronzeuge zur Verfügung stellte, verließ eine von Michael X geführte Gruppe meist einheimischer Männer mit Benson am Morgen des 2. Januar 1972 die Kommune für einen Spaziergang. Sie kamen zu einem kleinen Loch, das sie weiter aushuben, bis es etwa 1 – 1,5 m tief war. Einer wandte sich an Benson und fragte sie, wofür sie das halte. Als Benson nur mit den Achseln zuckte, meinte der Mann, „Das ist ein frisches Loch für verwesende Leichen“. Sie stießen sie in das Loch, und zwei Männer hieben mit Buschmessern auf sie ein. Sie wurde im vergeblichen Kampf um ihr Leben im Brust- und Halsbereich schwer verletzt, lebte aber noch, als die Männer das Loch über ihr zuschütteten und die Erde über ihr festtrampelten. Die Autopsie zeigte später, dass sie schließlich an eingeatmeter Erde erstickte.
Ihr stark verwester Leichnam wurde sieben Wochen später gefunden. Zur Identifizierung musste Bensons Zahnarzt eingeflogen werden. In einem längeren Gerichtsverfahren in Trinidad wurden zwei Männer, Stanley Abbott und Edward Chadee, wegen Mordes verurteilt und hingerichtet. Als wahrscheinlichstes Mordmotiv gilt, dass zumindest der Anführer Michael X ihrer überdrüssig war und sich von ihr genervt fühlte.
In Gale Bensons unfreiwilligem Grab fand man auch den Leichnam eines einheimischen Friseurs, Joseph Skerritt, der ebenfalls ermordet worden war. Für diesen Mord wurde Michael X am 21. August 1972 zum Tode verurteilt und im Mai 1975 im Gefängnis von Port of Spain durch den Strang hingerichtet. Die Anklage gegen ihn wegen des Mordes an Gale Benson kam nicht mehr zur Verhandlung.
Die Rolle von Gale Bensons Geliebten, Hakim Jamal, blieb in der Mordsache ungeklärt. Er äußerte sich in einem Interview nach der Aufdeckung des Todes dahingehend, dass Gale Benson immer mehr klammernd geworden sei und begonnen habe ihn zu nerven. 1973, etwas mehr als einem Jahr nach Benson, kam auch Jamal zu Tode. Er wurde in den USA ermordet.

## Medien
Der Schriftsteller V.S. Naipaul recherchierte auf seiner Heimatinsel Trinidad über die Morde und zeichnet in einem 1980 erschienenen Artikel The Return of Eva Peron: With the Killings in Trinidad ebenfalls das Bild einer Frau, die ihrem Umfeld lästig wurde. Er schilderte Benson als „a fake among fakes“ (dt. Imitat unter Imitaten), erläuterte ihre sklavische Abhängigkeit von Jamal, kritisierte ihr für eine Weiße ungewöhnliches Verhalten, afrikanische Kleidung zu tragen, scharf und meinte „she had a way of putting people off“ (dt. sie hatte eine die Leute verärgernde Art).
In Diana Athills Autobiographie über ihre Freundschaft mit Gales Geliebten, Hakim Jamal, Make Believe: A True Story, ist Gale Benson eine Hauptfigur.
Im Film Bank Job (2008) wird geschildert, dass Michael X kompromittierende Bilder von Prinzessin Margaret in einem Schließfach verwahrt und zur Erpressung verwendet habe. Die Figur der Gale Benson versuchte im Film als Spionin herauszufinden, ob Michael X möglicherweise noch weiteres Bildmaterial haben könnte. Gale Bensons Bruder Frank hält die Vorstellung, seine Schwester wäre tatsächlich eine Spionin gewesen, für „aberwitzig“.